# Heinrich Wölfflin
Heinrich Wölfflin (Winterthur, 1864. június 21. – Zürich, 1945. július 19.) svájci művészettörténész.

## Élete
Apja, Eduard Wölfflin klasszika-filológus volt. H. Wöfflin 1893-ban tanára, Jacob Burckhardt utódja lett a bázeli egyetem művészettörténeti tanszékén. Ez követően 1901-ben a berlini egyetemre, 1912-ben a müncheni egyetemre, majd 1924-ben a zürichi egyetemre hívták tanítani. Jelentős művészettörténészeket találunk tanítványai között; August Grisebach, Ernst Gombrich, Kurt Gerstenberg, Carl Einstein, Hermann Beenken, Ernst Gall és Hans Rose.

## Rendszerezés
Művészettörténeti elméletét (Wölfflini) formalizmus néven szokás összefoglalni, mivel a műtárgyakat elsősorban külső formájuk, azaz stílusuk alapján vizsgálta. Ő volt az első művészettörténész, aki előadásain következetesen két diavetítőt használt, amelyek segítségével lehetővé vált, hogy két műtárgyat közvetlenül összehasonlítson. Kunstgeschichtliche Grundbegriffe (Művészettörténeti alapfogalmak), 1915 című főművébén öt olyan fogalompárost vezetett be, amelyek segítségével mindenekelőtt a reneszánsz és a barokk alkotások közötti különbségeket lehetett jól leírni:
| reneszánsz  | barokk                 |
| egyvonalú   | festői                 |
| felszín     | mélység                |
| zárt        | nyitott                |
| többség     | egység                 |
| egyszerűség | összetettség és mozgás |

Wölfflin az általa kidolgozott rendszeren olyan művészettörténetet értett, amelyben nem az egyes művész áll a középpontban, hanem a stílusok történetének fejlődése ill. alakulása válik láthatóvá, ennek segítségével pedig egyes korszakok vagy országok művészetbeli hasonlóságait akarta kideríteni és megnevezni. Bár az általa alkalmazott öt fogalompárt gyakran kritizálták, munkája máig a műtárgyak formai vizsgálatának egyik legfontosabb alapja. Mindenekelőtt az általa alkalmazott egyvonalú - festői megnevezések máig használatos kategóriák a művészi stílus leírásánál.

## Céljai
A 20. századra megkérdőjeleződött a szellemtudományoknak létjogosultsága ill. értéke a természettudományok logikája és társadalmi elismertsége fényében. Wölfflin objektív kritériumok után kutatott a műtárgyak leírásához és az érzékelés valamint az értékelés közötti kapcsolatot kereste. Doktori disszertációja Prolegomena zu einer Psychologie der Architektur (1886, Ludwig-Maximilians-Universität München) az érzékelés minden időkre cáfolhatatlan érvényességű feltételeit, azok alapvető értelmezésének lehetőségeit kereste.

## Magyarul
- Művészettörténeti alapfogalmak. A stílus fejlődésének problémája az újkori művészetben; ford. Mándy Stefánia, bev. Zádor Anna; Corvina, Bp., 1969 (Művészet és elmélet)